# Chasmophyte

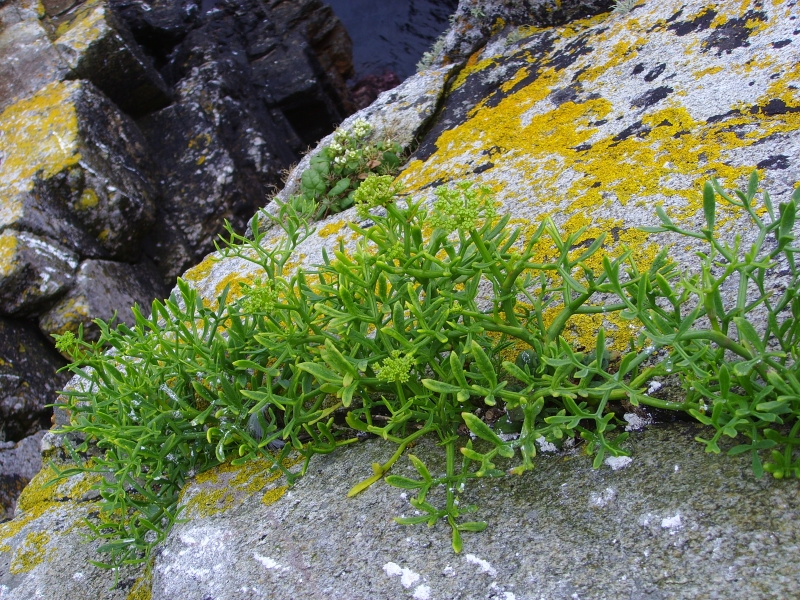
Le perce-pierre (Crithmum maritimum), une plante chasmophyte typique du littoral atlantique européen.

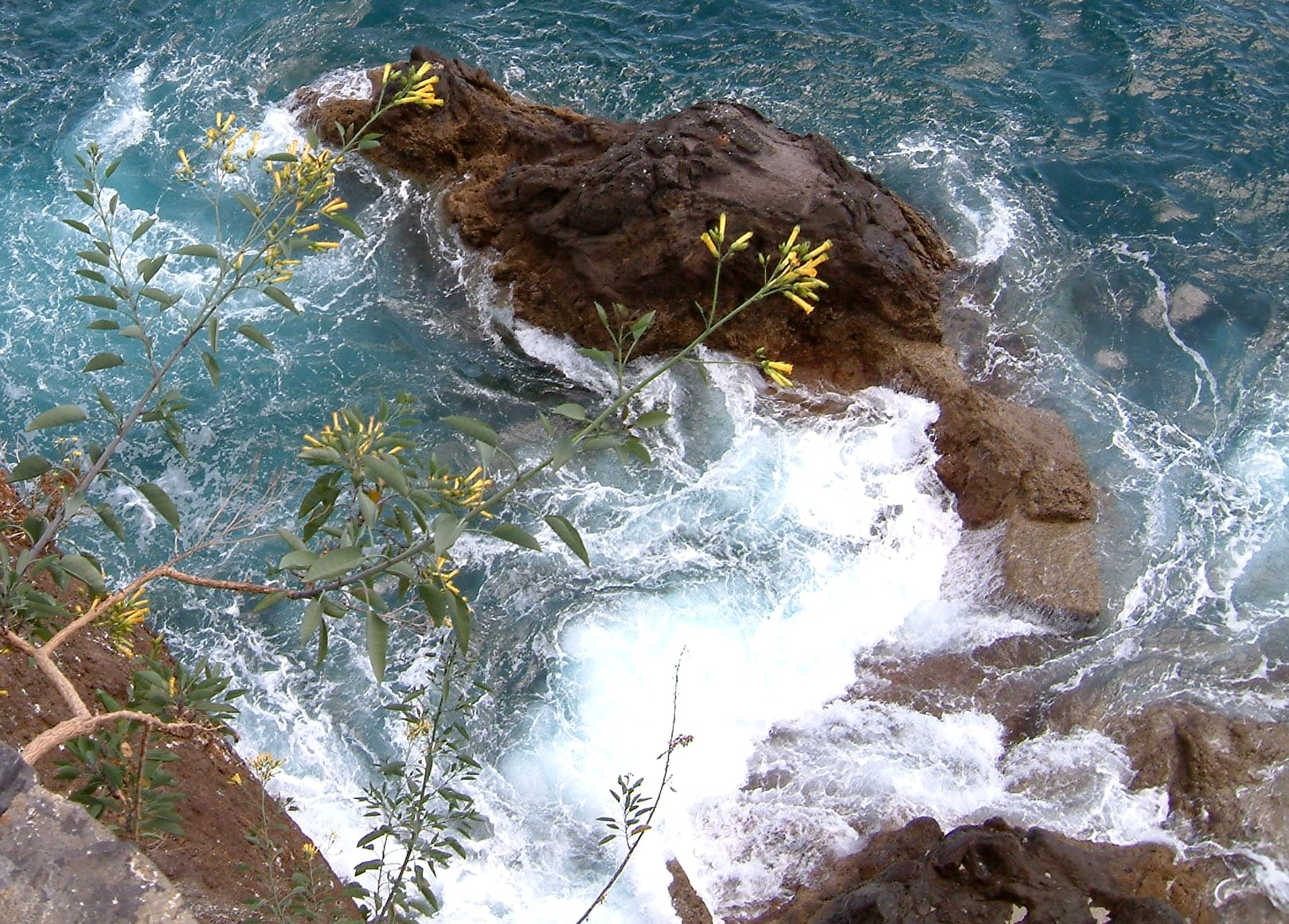
Le tabac arborescent peut se comporter comme une chasmophyte.

Les chasmophytes sont les plantes qui vivent dans les fissures de la roche (plante chasmophile ou fissuricole) ou, secondairement, dans les fentes des murs. Elles sont capables de coloniser ces fissures ou d'en faire leur milieu de vie naturel en utilisant la colonne d'humus qui s'accumule dans l'interstice. Elles se distinguent des espèces chomophiles, organismes croissant sur des friches industrielles, sur des minces couches de terre (chomophyte se développant sur des roches recouvertes d'une mince couche de débris végétaux ou sur des placages sédimentaires) et autres substrats sur lesquels ont été abandonnés des déchets d'origine domestique ou liés à diverses activités minières ou manufacturières. Plusieurs communautés végétales (les chasmo-chomophytes) présentent un
caractère mixte,.
Ce terme n'est pas synonyme de « plantes de rocaille », même si certaines chasmophytes peuvent effectivement être utilisées en rocaille. Elles font partie des plantes saxicoles.
Certaines de ces plantes sont capables de se développer dans des fissures totalement dépourvues de sol organique, ou presque. C'est surtout le cas dans les parois de montagne et les falaises littorales. Dans ce cas, elles disposent de systèmes racinaires très étendus qui ont un double avantage dans ces environnements : leur permettre de rechercher l'eau et les sels minéraux sur de grandes surfaces, et de résister à l'arrachement, en particulier dans les falaises maritimes exposées aux tempêtes et aux paquets de mer.